# شیبة
شیبة یک human-geographic territorial entity در عربستان سعودی است.